# Antydemokratyzm
Antydemokratyzm – światopogląd, odrzucający ideę demokracji, opierający się na przeświadczeniu, że w zróżnicowanym społeczeństwie, w którym największą część stanowią osoby niewykształcone i niezamożne, demokracja jest de facto dyktaturą ciemniaków. Przeciwnicy demokracji często uznają za lepsze rządy monarchistyczne lub autorytarne.
Według antydemokratów o liberalnych poglądach na gospodarkę, naturalną konsekwencją systemu demokratycznego jest socjalizm, gdyż istotą wyborów demokratycznych jest przekupstwo wyborców obietnicami zintensyfikowania polityki socjalnej państwa (tzw. kiełbasa wyborcza), będącymi najprostszym sposobem przekonania do siebie elektoratu o małej świadomości mechanizmów rządzących polityką i gospodarką.